# Plesiocystiscus jewettii
Plesiocystiscus jewettii är en snäckart som först beskrevs av Carpenter 1856.  Plesiocystiscus jewettii ingår i släktet Plesiocystiscus och familjen Cystiscidae. Inga underarter finns listade i Catalogue of Life.